# Liste der Straßennamen von Frankfurt am Main/R

## Ra
Raabestraße, Dornbusch
Wilhelm Raabe (1831–1910), deutscher Schriftsteller des Realismus. Ein heute noch bekanntes, ziemlich antisemitisches Werk, ist „Der Hungerpastor“.
Rabenkopfweg, Zeilsheim
Der Rabenkopf ist ein Hügel im Taunus nördlich von Wiesbaden.
Radilostraße, Rödelheim
In einer Urkunde aus 788 machte ein Walter aus Radilenheim im Niddagau dem Kloster Lorsch eine Schenkung. Daraus wird geschlossen, dass der Gründer besagten heutigen Rödelheims Radilo geheißen haben dürfte.
Rahmhofstraße, Innenstadt
Die Patrizierfamilie Glauburg baute 1667 den zwischen der heutigen Schillerstraße und der Börse gelegenen Hof und verpachtete ihn an die Wollweber, die darauf ihre Tuchrahmen aufstellten. Um 1871 wurde der zwischenzeitlich längst der Stadt gehörende Hof abgebrochen.
Raiffeisenstraße, Riederwald
Friedrich Wilhelm Raiffeisen (1818–1888), einer der Gründer der genossenschaftlichen Bewegung in Deutschland. Die nach seiner Idee gegründeten Spar- und Darlehenskassen tragen heute seinen Namen.
Raimundstraße, Ginnheim/Dornbusch
Ferdinand Raimund, eigentlich Ferdinand Jakob Raimann (1790–1836), Wiener Schauspieler am Leopoldstädter Theater, Schriftsteller und Dramaturg.
Rangenbergstraße, Bergen-Enkheim
Rangenberg ist die Flurbezeichnung eines Gebietes an der Kreuzung Barbarossastraße-Leuchte. Das Gebiet diente früher – neben der Leuchte – zur Viehweide für junge Mutterschweine (im Dialekt: Range).
Rappstraße, Nordend
Georg Rapp (1827–1874), leitete ab 1861 die Taubstummen-Anstalt
Rapunzelgasse, Altstadt
Es ist unbekannt, ob die langhaarige Grimmsche Märchenfigur, der in Frankfurt genauso genannte Feldsalat oder doch etwas ganz anderes Namensgeber der Gasse ist. Die Rapunzelgasse liegt unmittelbar östlich des Römerbergs und bildet die Rückseite der wiederaufgebauten Ostzeile des Platzes.
Rasselweg, Zeilsheim
539 m hoher Berg im Taunus zwischen Niedernhausen und Taunusstein. Der Name rührt angeblich davon her, dass sich dort an einem Bergabhang ein Gewässer lautstark den Weg nach unten bahnt.
Rat-Beil-Straße, Nordend
Johann Adam Beil (1790–1852) gehörte dem Senat der Stadt an. Er war Direktor der Taunus-Eisenbahn Gesellschaft und Erbauer des Frankfurter Hauptfriedhofs, an dessen südlicher Begrenzungsmauer die Straße verläuft.
Rathausgasse, Seckbach
Enge Gasse, die direkt an das historische Seckbacher Rathaus (1542) angrenzt.
Rathenauplatz, Innenstadt (1933–1945 Horst-Wessel-Platz)
Walther Rathenau (1867–1922), durch Mitglieder der Organisation Consul ermordet, Sohn des jüdischen Industriellen und AEG-Gründers Emil Rathenau, Industrieller, Politiker (DDP), Außenminister.
- Horst Wessel (1907–1930), Führer eines SA-Sturms.

Rat-Hoffmann-Straße, Rödelheim (ab 1935 Thudichumstraße)
Heinrich Karl Wilhelm Hoffmann (1770–1829), Justizrat.
Rattengasse, Altstadt
Ein südlich von der Schnurgasse (der heutigen Berliner Straße) abzweigendes Sackgässchen. Obwohl Ratten größer sind als Mäuse, war die Rattengasse noch kürzer als die direkt benachbarte Mausgasse.
Rauenthaler Weg, Schwanheim
Rauenthal, Stadtteil von Eltville am Rhein im Rheingau-Taunus-Kreis
Raugasse, Höchst
nach einer alteingesessenen Höchster Fischerfamilie
Rauschenbachstraße, Bonames
benannt nach einem früheren Schultheißen von Bonames
Rauschenberger Straße, Eschersheim
Rauschenberg, Stadt im Landkreis Marburg-Biedenkopf
Ravensteinstraße, Ostend
Friedrich August Ravenstein (1809–1881), Kartograf, 1830 Gründer eines heute noch bestehenden, seinen Namen tragenden Landkartenverlages. War an der Gründung des Taunusklubs und des Frankfurter Palmengartens maßgeblich beteiligt.

## Re
Rebgärten, Ginnheim
So komisch es heute klingen mag: auch in Ginnheim wurde reichlich Wein angebaut, bis die Reblaus für ein natürliches Ende sorgte.
Rebstöcker Straße, Gallus und Rebstöcker Weg, Rödelheim, früher Waldstraße
Nach dem Rebstöcker Hof, der im Besitz der Familie zum Rebstock war. Dieser war ein der Landwehr westlich vorgelagerter Wehrhof, konnte also durch seine Befestigung Angreifer für kurze Zeit binden, was der Stadt zusätzliche Vorlaufzeit einräumte, sich verteidigungsbereit zu machen.
Rechneigrabenstraße, Innenstadt
Der Rechneigraben war Teil der Frankfurter Stadtbefestigung, so benannt, weil das Rechneiamt, heute würde man dafür Stadtkämmerei sagen, dafür zuständig war.
Reichelstraße, Ginnheim
benannt nach dem Ginnheimer Bürgermeister Balthasar Reichel (1801–1879)
Reichenbacher Straße, Rödelheim
Reichenbach, seit ca. 1972 Ortsteil von Waldems im Rheingau-Taunus-Kreis
Reichsburgstraße, Rödelheim, früher Untertaunusstraße
nach der ältesten Burg Rödelheims benannt, die aber längst nicht mehr existiert.
Reichsforststraße, Niederrad
Der dem Kaiser gehörende Reichsforst südlich des Mains, von dem der heutige Frankfurter Stadtwald nur ein kleiner Teil ist, unterstand einem vom Kaiser eingesetzten Vogt. 1372 kaufte Frankfurt den besagten Stadtwald.
Reichsstraße, Bockenheim (1937–1945 Litzmannstraße, 1945–1950 Karl-Schurz-Straße, seither Am Industriehof)
- Karl Litzmann (1850–1936), reaktivierter General im Ersten Weltkrieg.
- Carl Schurz (1829–1906), Revolutionär, wanderte 1852 in die USA aus und erreichte dort hohe Staatsämter

Reifenberger Straße, Rödelheim
Oberreifenberg, Ortsteil von Schmitten (Hochtaunus) im Hochtaunuskreis. Von der vormaligen Burg Reifenberg sind nur noch Ruinen sichtbar. Das Adelsgeschlecht war bereits 1686 ausgestorben.
Reinborner Weg, Rödelheim
Reinborn, Ortsteil von Waldems im Rheingau-Taunus-Kreis, am Feldberg gelegen.
Reineckstraße, Altstadt
nach dem altadeligen Geschlecht derer von Reineck, denen eines der prächtigsten Gebäude in Frankfurt, das Reinecksche Haus, gehörte, das nach der Zerstörung im Zweiten Weltkrieg leider nicht mehr erstand. Auf dem ehemaligen Besitz in der Hasengasse wurde die heutige Kleinmarkthalle erbaut.
Reinganumstraße, Ostend (1935–1945 Raumerstraße)
Benannt nach der alten jüdischen Familie Reinganum, deren Name sich von ihrem Herkunftsort Rheingönheim bei Ludwigshafen am Rhein herleitet. Herausragender Vertreter wurde Maximilian Reinganum (1798–1878), der einer der maßgeblichen Führer der „Radikalen“ war, die sich für die Pressefreiheit und eine moderne demokratische Republik in Deutschland nach dem Vorbild der Genfer Verfassung von 1847 einsetzten.
- Friedrich von Raumer (1781–1873), Historiker, Jurist, Mitglied der Nationalversammlung von 1848

Reinhardstraße, Dornbusch
mehrere Vertreter des Hanauer Grafengeschlechtes hörten auf den Namen Reinhard. Als dieses 1736 erlosch, wurden u. a. Eschersheim und Ginnheim der Landgrafschaft Hessen-Kassel unterstellt.
Rembrandtstraße, Sachsenhausen
Was wäre das Malerviertel rund um das Städelmuseum ohne Rembrandt van Rijn (1606–1669). Er gilt als der wichtigste niederländische Maler des 17. Jahrhunderts. Neben der Malerei widmete sich Rembrandt auch der Radierung und der Zeichnung. Alle drei Medien beherrschte er bis ins Alter mit einer bewundernswerten Perfektion.
Rendeler Straße, Bornheim
Rendel, seit 1970 Stadtteil von Karben im Wetteraukreis.
Renettenstraße, Preungesheim
Straße im sog. Apfelviertel am Frankfurter Bogen, benannt nach den Re(i)netten, einer Gruppe von Apfelsorten mit dichtem, später markigen Fleisch und meistens kennzeichnendem Geschmack.
Renneroder Straße, Sossenheim
Rennerod ist eine Stadt im Westerwaldkreis in Rheinland-Pfalz.
Rennsteig, Unterliederbach
Der Rennsteig, legendärer, schon im Mittelalter genutzter Grenzweg zwischen Thüringen und Franken auf dem Kamm des Thüringer Waldes und heute einer der schönsten Fernwanderwege Deutschlands.
Renoirallee, Kalbach-Riedberg
Pierre-Auguste Renoir (1841–1919), berühmter französischer Maler des Impressionismus
Rethelstraße, Sachsenhausen
Alfred Rethel (1816–1859), Maler und Radierer, schuf u. a. vier Gemälde für den Kaisersaal im Römer.
Reuterweg, Westend
hat nichts zu tun mit dem Herrn Reuter, sondern war ein schmaler Reiterweg.
Reversbrunnenweg, Sachsenhausen
Nach der Flur im Bärsfeld mit dem Bärsborn oder Versbrunnen, der den Fischteich des Seehofs speiste. Unerklärlich ist, wie daraus das Wort Reversbrunnen entstanden ist.

## Rh
Rhaban-Fröhlich-Straße, Eschersheim (zuvor Rühlstraße)
Rhaban Fröhlich (1872–1953), katholischer Pfarrer ab 1906 in der Gemeinde St. Josef in Eschersheim. Baute zwischen 1911 und 1914 die dortige Kirche auf. Im Dritten Reich Unterrichtsverbot und mehrfache Verhöre durch die Gestapo. Nach dem Krieg Bezirksarmenpfleger der Stadt Frankfurt.
Rheinlandstraße, Schwanheim
Unter Rheinland versteht man meist das Gebiet der Regierungsbezirke Köln, Düsseldorf, Trier und Koblenz. Nach dem Ersten Weltkrieg gemäß dem Versailler Vertrag war das linksrheinische Rheinland und ein 50 km breiter Korridor rechts des Flusses entmilitarisiert. Deutschland durfte dort keine Truppen stationieren. 1936 brach Hitler diese Verträge: Deutsche Truppen überquerten den Rhein und erbauten linksrheinische Garnisonen in Aachen, Trier und Saarbrücken.
Rheinstraße, Westend
der Rhein, eine der am stärksten befahrenen und bedeutendsten Wasserstraßen Europas. Er hat eine Gesamtlänge von ungefähr 1320 km. Entspringt in der Schweiz, durchfließt den Bodensee, bildet auf einer Teilstrecke die Grenze zwischen Deutschland und Frankreich. Berühmt ist das Rheintal zwischen Bingen und Koblenz mit der Loreley.
Rhonestraße, Schwanheim
Die Rhone ist ein 812 km langer europäischer Fluss und der zweitlängste und wasserreichste Strom Frankreichs. Er durchquert auf seinem Weg die Städte Genf, Lyon, Avignon und Arles, ehe er bei Marseille ins Mittelmeer mündet.
Rhönstraße, Ostend
Die Rhön, Mittelgebirge im Grenzgebiet der deutschen Bundesländer Bayern, Hessen und Thüringen.

## Ri
Ribisweg, Berkersheim
Ribis, eine früher verwendete Bezeichnung für die Johannisbeere
Ricarda-Huch-Straße, Ginnheim
Ricarda Huch (1864–1947), deutsche Schriftstellerin, Dichterin und Erzählerin.
Richard-Biringer-Weg, Unterliederbach
Richard Biringer (1877–1947), in Höchst geborener Maler und Bildhauer.
Richard-Breitenfeld-Straße, Kalbach-Riedberg
Richard Breitenfeld (1869–1942), Bassbariton jüdischer Herkunft an der Frankfurter Oper bis 1926, gebürtig aus dem heutigen Liberec, damals noch Reichenberg in Böhmen. 1942 ins KZ Theresienstadt deportiert und dort ermordet.
Richard-Herrmann-Platz, Bornheim
Richard Herrmann (1923–1962), aus Kattowitz gebürtiger Fußballspieler des FSV Frankfurt, Mitglied der Weltmeister-Elf von 1954.
Richard-Strauß-Allee, Sachsenhausen
Richard Strauss (1864–1949), deutscher Komponist klassischer Musik, der vor allem für seine erzählende Musik (Programmmusik) und seine Opern bekannt wurde. Wohl seine bekannteste Oper ist „Der Rosenkavalier“.
Richard-Wagner-Straße, Nordend
Wilhelm Richard Wagner (1813–1883), deutscher Komponist. Besonders dank der Bayreuther Festspiele sind seine Opern auf dem Spielplan aller bedeutenden Opernhäuser, sei es Lohengrin, Tannhäuser, Der fliegende Holländer oder der Ring des Nibelungen
Richard-Weidlich-Platz, Sindlingen
Richard Weidlich (1878–1960), von 1905 bis 1922 Direktor der Farbwerke Hoechst. Erwarb sich besondere Verdienste auf dem Gebiet des Patentwesens.
Ricky-Adler-Straße, Kalbach-Riedberg
Herbert Ricky Adler (1884–1957), im Dritten Reich verfolgter und ins Konzentrationslager deportierter Frankfurter Sinto.
Riedbergallee, Riedberg
Riedberg, Höhenzug zwischen Kalbach und Niederursel, auf dessen Scheitel die Allee verläuft.
Riederhofstraße, Ostend
Der Hof in den Riedern, im heutigen Riederwald gelegen, wurde schon 1193 in einer Urkunde als königlicher Meierhof erwähnt. Später wurde das Kloster Hayna, dann das Kloster Arnsburg Eigentümer. Seit 1488 im Eigentum der Stadt Frankfurt. Im 19. Jahrhundert für Industrieansiedlungen aufgegeben.
Riederspießstraße, Riederwald
Flurname. Das Gebiet war früher sehr wasserreich und bildete im Herbst einen See. Wurde aufgefüllt, trockengelegt und darauf die Riederwaldsiedlung gebaut. Spieß ist hier nicht eine Waffe, sondern spizholz bedeutet im Mittelhochdeutschen ein Wäldchen, in dem schlanke Gerten wuchsen.
Riedhalsstraße, Harheim
alter Gemarkungsname. Das 74 Hektar große Ried zwischen Harheim, Massenheim und Bad Vilbel war eine dem Reich gehörende Allmende, also eine Weide, die alle drei Gemeinden nutzen durften. Eines der Gewanne am Ortsausgang Richtung Bad Vilbel war wohl schmal und wurde deshalb Riedhalsgewann genannt.
Riedhofweg, Sachsenhausen
Der Riedhof, ein durch einen Wassergraben geschützter Wehr- und Meierhof in Richtung Niederrad, wurde an den 1368 verstorbenen Siegfried zum Paradies als Reichslehen übertragen, brannte 1552 und 1688 ab. Er lag am äußeren südöstlichen Rand der damaligen Grenzen des südmainischen Stadtteils Frankfurt-Sachsenhausen. Dort war er in das vor der Frankfurter Stadtbefestigung liegende Verteidigungssystem der Frankfurter Landwehr integriert, im Zweiten Weltkrieg endgültig zerstört.
Rilkestraße, Nieder-Eschbach
Rainer Maria Rilke (1875–1926), gebürtig in Prag, einer der bedeutendsten Lyriker deutscher Sprache
Ringelnatzgässchen, Dornbusch
Der unbenannte Fußweg im seit 1911 bestehenden Dichterviertel wurde erst 2007 nach Joachim Ringelnatz benannt. Ringelnatz (1883–1934), eigentlicher Name Hans Gustav Bötticher, war ein deutscher Schriftsteller, Kabarettist und Maler, bekannt durch seine in humoristischen Gedichten verwendete Kunstfigur Kuttel Daddeldu.
Ringelstraße, Bornheim
noch keine Informationen zur Herkunft verfügbar
Risselsteinweg, Zeilsheim
Risselstein, 442 m hoher Berg bei Taunusstein
Rita-Maiburg-Straße, Flughafen
benannt nach der ersten deutschen Linienflugkapitänin Rita Maiburg (1952–1977)

## Ro
Robert-Blum-Straße, Ostend
Robert Blum (1807–1848), aus Köln gebürtig, war maßgeblich in die Märzrevolution verwickelt und wurde 1848 Parlamentarier in der Deutschen Nationalversammlung. Wurde im November 1848 in Wien standrechtlich erschossen.
Robert-Bosch-Straße, Fechenheim
Robert Bosch (1861–1942), deutscher Industrieller, Gründer einer Weltfirma, mit vorbildlicher sozialer Einstellung gegenüber seiner Belegschaft. Er verfügte in seinem Testament, dass die Erträge des Unternehmens gemeinnützigen Zwecken zugeführt werden sollen. Dies wird durch die Robert Bosch Stiftung umgesetzt.
Robert-Bunsen-Straße, Höchst
Robert Wilhelm Bunsen (1811–1899), deutscher Chemiker. Er entwickelte zusammen mit Gustav Robert Kirchhoff die Spektralanalyse, mit deren Hilfe chemische Elemente hochspezifisch nachgewiesen werden können. Er perfektionierte den nach ihm benannten Bunsenbrenner.
Robert-Dißmann-Straße, Sossenheim
Robert Dißmann (1878–1926), Politiker und Gewerkschafter (gelernter Maschinenbauer), Mitglied der SPD und USPD, Reichstagsabgeordneter
Robert-Gernhardt-Brücke, Frankfurter Berg

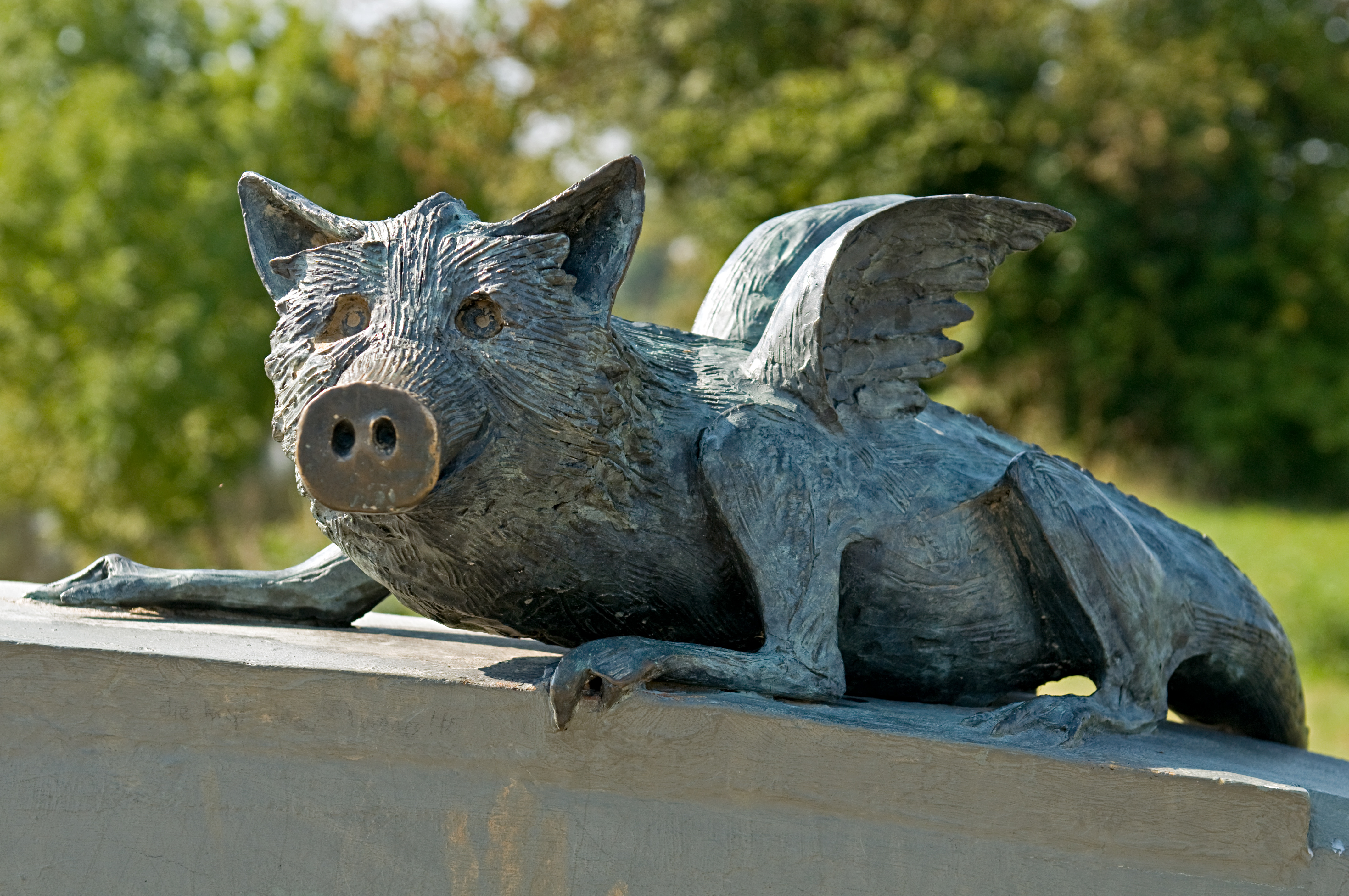
Bronzeplastik des Grüngürteltiers auf der Robert-Gernhardt-Brücke über die Nidda

Robert Gernhardt (1937–2006), deutscher Schriftsteller, Lyriker, Essayist, Zeichner und Maler. Bekannt wurde er u. a. durch das von ihm mitgegründete Satiremagazin Titanic. Er wirkte lange Jahre in Frankfurt und wurde hier auf dem Hauptfriedhof begraben. Gernhardt ist u. a. Schöpfer des Grüngürteltiers das als Bronzeplastik besagte Brücke schmückt.
Robert-Koch-Allee, Kalbach-Riedberg
Heinrich Hermann Robert Koch (1843–1910), deutscher Mediziner und Mikrobiologe. Ihm gelang die Entdeckung des Milzbrand-Erregers, des Tuberkulose-Bazillus und des Cholera-Erregers. 1905 erhielt er den Nobelpreis für Physiologie oder Medizin. Das nach ihm benannte Robert Koch-Institut in Berlin ist eine zentrale Überwachungs- und Forschungseinrichtung der Bundesrepublik und direkt dem Innenministerium unterstellt
Robert-Mayer-Straße, Bockenheim
Julius Robert von Mayer (1814–1878), Arzt und Naturforscher aus Heilbronn. Formulierte als erster den Energieerhaltungssatz. 1867 geadelt.
Robert-Schnitzer-Straße, Schwanheim (Industriepark)
Robert Julius Schnitzer (1894–1987), Chemiker der IG Farben AG, entwickelte Heilmittel gegen Malaria und Tuberkulose. Als Jude 1938 in Buchenwald kurzzeitig interniert, emigrierte er umgehend nach Frankreich, später in die USA.
Rodbertusstraße, Riederwald
Johann Karl Rodbertus (1805–1875), Volkswirtschaftler und Politiker, Abgeordneter der Nationalversammlung 1848. Er gilt als Begründer des Staatssozialismus.
Rödelheimer Landstraße, Bockenheim, Rödelheim
Bockenheim und Rödelheim gehörten früher zu unterschiedlichen Ländern des Deutschen Reiches. Auch heute übwerwindet die Rödelheimer Landstraße eine (wenn auch nur noch innerstädtische) Grenze: An der Sternbrücke wird die Rödelheimer Gemarkung erreicht. Im Bereich der Brücke wechselt der amtliche Straßenname zu Sternbrücke. Für die restlichen etwa 400 Meter von der Sternbrücke bis zur Brücke über den Mühlbach nimmt der Straßenzug wieder den Namen Rödelheimer Landstraße an. Ursprünglich schloss die Rödelheimer Landstraße in Bockenheim an die Rödelheimer Straße an. Nach dem Bau der neuen Breitenbachbrücke entfiel jedoch der Bahnübergang über die Main-Weser-Bahn, so dass diese direkte Straßenverbindung seitdem nicht mehr besteht.
Rödelheimer Parkweg, Rödelheim
Der Frankfurter Bankier Georg Brentano, ein Bruder der Dichter Clemens Brentano und Bettina von Arnim, verwirklichte entlang der Nidda seinen Traum von einem großen privaten Landschaftspark. Im Jahre 1926 kaufte die Stadt Frankfurt das Gelände und schuf dort den öffentlichen Brentanopark sowie das abgetrennte Brentanobad. Der Rödelheimer Parkweg verläuft aber nach wie vor an beiden Einrichtungen entlang. Der Straßenname ist mindestens seit 1925 belegt. Auf einem Stadtplan aus dem Jahr 1903 wird noch Wiesenweg angegeben. Unter der Hausnummer 11 verzeichnet das Landesdenkmalamt als Einzelkulturdenkmal den „Pavillion im Brentanopark; im Park klassizistisches Goethetempelchen sowie moderner Pavillon von 1931 nach Plänen von E. Kaufmann“.
Röderbergweg, Ostend
Der Röderberg ist ein Prallhang des alten Mainlaufes. Ursprünglich hieß er Riederberg und war vormals ein Weinberg.
Röderichstraße, Rödelheim, früher Niedenau
Andreas Röderich, Baudezernent der bis 1900 selbständigen Stadt Rödelheim, baute die an dieser Straße liegende Siedlung.
Rodheimer Straße, Bornheim
Rodheim, ein Stadtteil von Rosbach vor der Höhe im Wetteraukreis.
Rohlederstraße, Eckenheim
Rohleder, Bürgermeister von Eckenheim im 18. Jahrhundert.
Rohmerplatz und Rohmerstraße, Bockenheim
Wilhelm Rohmer (1859–1912), trat 1910 Teile seines großen Grundbesitzes (ca. 2,2 ha) in Bockenheim zum Wohnungsbau an der Leipziger Straße an die Stadt ab.
Rohrbachstraße, Nordend
Es gab und gibt keinen Rohrbach, sondern die Straße ist benannt nach einer ursprünglich aus Rohrbach, heute einem Stadtteil von Büdingen, stammenden Familie des Frankfurter Patriziats, die 1466 geadelt wurde und namhafte Persönlichkeiten hervorbrachte. Um 1570 ist das Geschlecht derer von Rohrbach erloschen.
Röhrborngasse, Bergen-Enkheim (früher: oberhalb Kreuzung Heinrich-Bingemer-Weg, Schule am Hang, Steingasse), mit Steigungen von max. 21 %. Verbindet die Riedstraße (Enkheim) mit der Marktstraße (Bergen).
Der Röhrbornbrunnen, der unten in Enkheim an der Kreuzung Röhrborngasse/Riedstraße steht, wurde früher vom Wasser dreier Quellen gespeißt, die auf halber Hanghöhe in einer Brunnenkammer gefasst wurden und das Wasser floss über durchbohrte Fichtenstämme und irdener Röhren zum Brunnen. Daher der Name Röhr-Born.
Rombergstraße, Zeilsheim
Romberg, 541 m hohe Erhebung nordwestlich von Königstein im Taunus/Hochtaunuskreis
Römergasse, Altstadt
Ein kleines Gässchen, das von der südöstlichen Ecke des Römerbergs zum Fünffingerplätzchen führte.
Romroder Straße, Seckbach
Romrod, Kleinstadt im Vogelsbergkreis
Ronneburgstraße, Preungesheim
Die Ronneburg, eine im 13. Jahrhundert erbaute Burg in der gleichnamigen Gemeinde, im Main-Kinzig-Kreis. Sie wechselte häufig ihren Besitzer, zuletzt 2004. 1736 zog Graf von Zinzendorf mit seiner Herrnhuter Brüdergemeine in die Burg, die ihm aber schon nach kurzer Zeit zu klein wurde.
Röntgenstraße, Bergen-Enkheim
Wilhelm Conrad Röntgen (1845–1923), deutscher Physiker. 1901 der erste Nobelpreisträger für Physik für die Entdeckung der nach ihm benannten Röntgenstrahlen.
Rosa-Marx-Weg, Ostend
Isidor und Rosa Marx leiteten das jüdische Waisenhaus im Ostend. Sie sorgten dafür, dass viele der dortigen Kinder 1939 noch rechtzeitig nach Palästina oder zu ausländischen Pflegeeltern auswandern konnten. Rosa Marx (* 1888) wurde 1942 deportiert und ist seither verschollen.

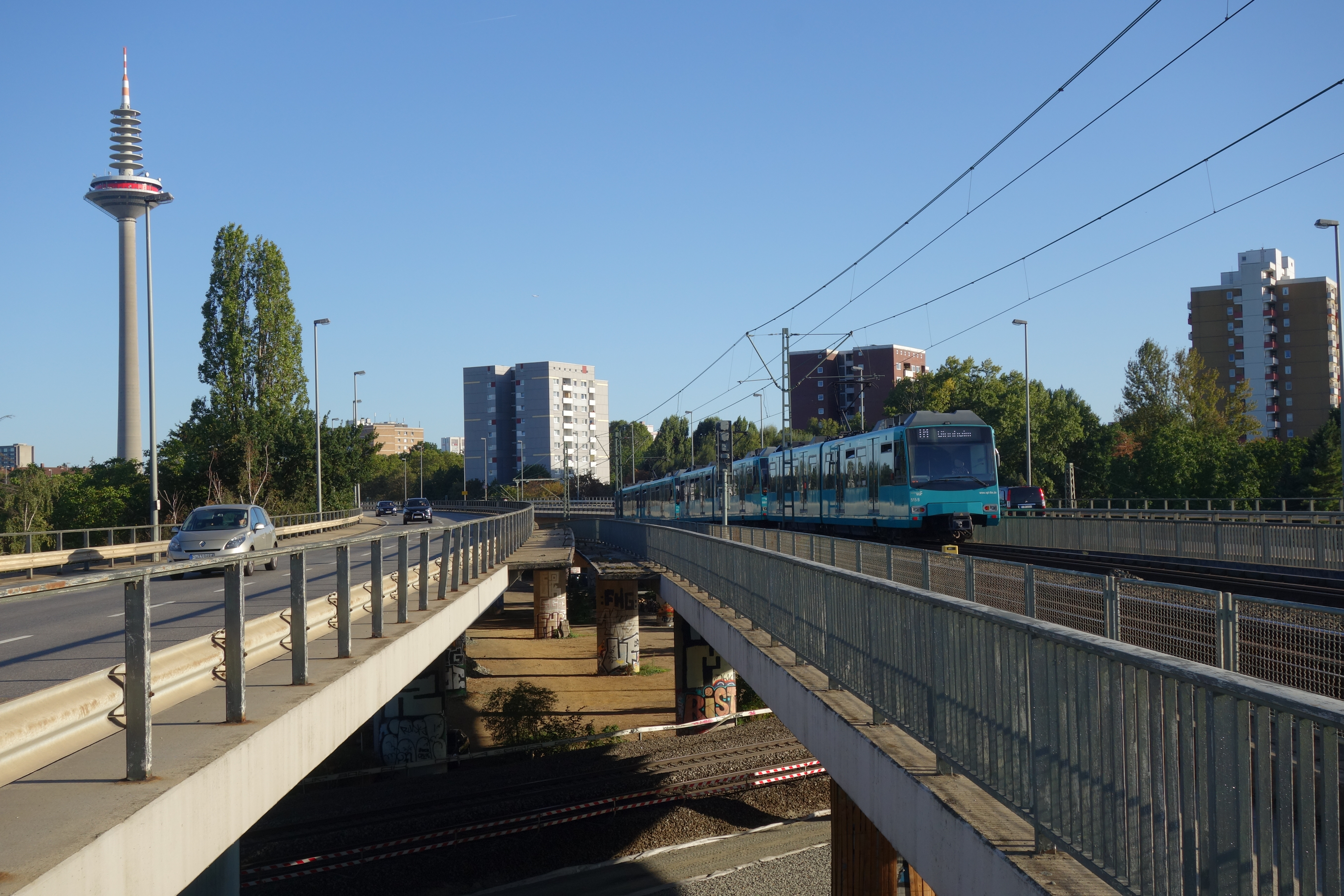
Rosa-Luxemburg-Straße in Ginnheim: Zwischen den Auto-Fahrbahnen verkehrt die U-Bahn

Rosa-Luxemburg-Straße, Niederursel, Heddernheim, Ginnheim, Dornbusch, Bockenheim
Rosa Luxemburg (1871–1919), bedeutende Vertreterin der europäischen Arbeiterbewegung und entschiedene proletarische Internationalistin. Engagierte Antimilitaristin. Im Gefolge des gescheiterten Spartakusaufstands wurde sie unter nicht restlos geklärten Umständen zusammen mit Karl Liebknecht von republikfeindlichen Soldaten in Berlin ermordet.
Die Rosa-Luxemburg-Straße ist eine anbaufreie Straße der Kategorie B – innerhalb bebauter Gebiete, anbaufrei und mit Verbindungsfunktion nur für KfZ. Es gibt also keine Liegenschaft mit Adresse Frankfurt am Main, Rosa-Luxemburg-Straße.
Roseggerstraße, Dornbusch
Peter Rosegger (1843–1918), österreichischer Schriftsteller.
Rosenbergerstraße, Innenstadt
Anna Rosenberger stiftete 1452 ihr Wohnhaus in der Battonnstraße als Ordenshaus.
Rose-Schlösinger-Anlage, Bornheim
Rose Schlösinger geborene Ennenbach (1907–1943), gebürtig in Frankfurt. Erhielt 1933 als Kindergärtnerin und Sozialarbeiterin Berufsverbot. Als Mitglied der Widerstandsgruppe Rote Kapelle wurde sie von den Nationalsozialisten in Berlin-Plötzensee hingerichtet.
Roßbachstraße, Hausen
Philipp Roßbach, Weißbinder aus Hausen, baute viele Häuser in dieser ursprünglichen Privatstraße.
Roßdorfer Straße, Bornheim
Roßdorf, seit 1974 Stadtteil von Bruchköbel im Main-Kinzig-Kreis
Rossertstraße, Westend
Rossert, 515 m hoher Berg bei Kelkheim im Taunus
Rossittener Straße, Bockenheim
Rossitten, russisch Rybatschi, Ortschaft auf der Kurischen Nehrung bei Königsberg in Ostpreußen, heute Oblast Kaliningrad. Traditionsreiche Vogelwarte, die von dem deutschen Ornithologen Johannes Thienemann 1901 gegründet wurde und auch heute noch existiert. Weitere Namen mit Ostpreußenbezug in der Nachbarschaft (z. B. Tilsiter, Königsberger, Elbinger, Lötzener Straße).
Roßkopfstraße, Niederursel
Roßkopf, 632 m hohe Taunushöhe am Limes, nordwestlich von Oberursel
Roßmarkt, Innenstadt
Im Mittelalter der bedeutendste Pferdemarkt in Deutschland. Auch als öffentliche Hinrichtungsstätte in Erscheinung getreten, denn hier wurden Vincenz Fettmilch und die in Goethes Faust unter dem Namen Gretchen unsterblich gemachte Kindesmörderin Susanna Margaretha Brandt mit dem Schwert hingerichtet.
Rostocker Straße, Westend
Rostock, Hansestadt in Mecklenburg-Vorpommern. Im Zuge mit dem Bau des I.G. Farben-Verwaltungsgebäudes wurde die Hansaallee angelegt und das ehemalige Affensteiner Feld neu bebaut.
Rotdornweg, Frankfurter Berg
Als Rotdorn werden rotblühende Kulturformen der Pflanzenart Zweigriffeliger Weißdorn aus der Gattung der Weißdorne (Crataegus) in der Familie der Rosengewächse (Rosaceae) bezeichnet.
Rotenburger Straße, Seckbach (alt) (jetzt Heinz-Herbert-Karry-Straße)
Die Straße ist ein früheres Teilstück der Seckbacher Landstraße. Rotenburger Straße hieß sie seit der Errichtung der Heimgarten-Wohnsiedlung nach der Wende zum 20. Jahrhundert.
Rotenbuschallee, Seckbach (alt)
Die südlich der Wilhelmshöher Straße die Zeuläckerstraße und die Gelastraße tangierende Allee verband bis nach dem Zweiten Weltkrieg den Stadtteil Seckbach mit Frankfurt-Riederwald (Am Erlenbruch) und Frankfurt-Fechenheim (Wächtersbacher Straße). Sie verlief hinter der Pestalozzischule, teils auf dem heutigen Areal des zwischen 1949 und 1952 entstandenen neuen Riederwaldstadions von Eintracht Frankfurt. Heute greift der Rotenbuschweg den Namen auf. Der Gustav-Behringer-Weg verläuft heute teilweise auf der ehemaligen Trasse der Rotenbuschallee.
Rotenbuschweg, Seckbach
Der Name erinnert an die frühere Rotenbuschallee.
Rothschildallee, Nordend (1933–1945 Karolingerallee)
Der Frankfurter Bankier Mayer Amschel Rothschild (1744–1812) und seine Söhne führten im 19. Jahrhundert das bedeutendste Bankhaus der Welt.
- Karolinger, deutsches Herrschergeschlecht

Rotlintstraße, Nordend
Nach einer Urkunde aus dem Jahr 874 bestätigt König Ludwig der Deutsche, dass eine Frau Ruotlint aus Frankfurt seiner Pfalzkapelle reiche Schenkungen gemacht habe. Sie ist die erste urkundlich erwähnte Frankfurterin.
Rotteckstraße, Nordend
Karl von Rotteck (1775–1840), Geschichtsschreiber und Führer der badischen radikalen Liberalen.
Rottweiler Platz und Rottweiler Straße, Gutleutviertel
Rottweil, Kreisstadt in Baden-Württemberg, berühmt durch seine Fasnet und eine Hunderasse.
Rubensstraße, Sachsenhausen
Peter Paul Rubens (1577–1640), in Siegen geborener flämischer Maler, Diplomat der spanisch-habsburgischen Krone und einer der bekanntesten Maler des Barock.

## Ru
Rückertstraße, Ostend
Friedrich Rückert (1788–1866), deutscher Dichter, Übersetzer und Orientalist.
Rudolf-Amthauer-Straße, Höchst
Rudolf Amthauer (1920–1989), deutscher Psychologe, Leiter des Bildungswesens der Hoechst AG, entwickelte 1953 den danach mehrfach verbesserten Intelligenz-Struktur-Test
Rudolf-Breitscheid-Straße, Nieder-Eschbach
Rudolf Breitscheid (1874–1944), sozialdemokratischer Politiker, Reichstagsabgeordneter, emigrierte 1933 nach Frankreich, wurde 1941 von der Gestapo verhaftet, starb unter ungeklärten Umständen im KZ Buchenwald
Rudolf-Hilferding-Straße, Niederursel
Rudolf Hilferding (1877–1941), deutscher Politiker, Publizist und marxistischer Theoretiker und Ökonom österreichischer Herkunft. Während der Weimarer Republik war er 1923 und von 1928 bis 1929 Reichsfinanzminister. Er entwickelte die Stamokaptheorie.
Rudolf-Menzer-Anlage, Niederrad
Rudolf Menzer (1904–1991), SPD-Politiker und Bürgermeister von Frankfurt.
Rudolf-Presber-Straße, Ginnheim
Der in Frankfurt geborene Rudolf Presber (1868–1935) arbeitete als Journalist zuerst in Frankfurt, später in Berlin. Danach freiberuflicher Autor. Er veröffentlichte Gedichte, Dramen, Romane, Erzählungen und Sachbücher.
Rudolf-Schäfer-Anlage, Höchst
Rudolf Schäfer (1914–1985), Journalist und Historiker, Verfasser der „Chronik von Höchst am Main“.
Rudolf-Schwarz-Platz, Kalbach-Riedberg
Rudolf Schwarz (1897–1961), in Straßburg gebürtiger deutscher Architekt mit Schwerpunkt für katholische Kirchenbauten, so in Frankfurt-Nordend die Pfarrkirche St. Michael, aber auch beim Wiederaufbau der Frankfurter Paulskirche.
Rudolfstraße, Gallus
Der römisch-deutsche König Rudolf von Habsburg (1218–1291), in Frankfurt 1273 zum deutschen König gewählt, beendete das Interregnum und bekämpfte in seiner Regierungszeit das Raubrittertum in Deutschland.
Rugierstraße, Unterliederbach
die Rugier waren ein germanischer Volksstamm, saßen angeblich auch auf der Insel Rügen. Gingen in der Völkerwanderung in den Ostgoten auf und 553 mit ihnen unter.
Rühlstraße, Eschersheim
Karl Rühl (1858–1911) war der letzte Bürgermeister von Eschersheim vor dessen Eingemeindung nach Frankfurt im Jahre 1910.
Rümelinstraße, Riederwald
Gustav von Rümelin (1815–1889), deutscher Politiker, Statistiker und Pädagoge. Abgeordneter zur Nationalversammlung 1848 in Frankfurt.
Rumpenheimer Straße (alt), Seckbach
wurde nach dem Zweiten Weltkrieg zum Teilstück (bis 1977) der heutigen Vilbeler Landstraße auf Frankfurter Gebiet, Beginn etwa vom Florianweg, dann Einmündung Wilhelmshöher Straße und Ende an der Enstation-Bergen der Straßenbahnlinie. Rumpenheim ist ein Stadtteil von Offenbach am Main.
Runkeler Straße, Eckenheim
Runkel, Stadt im Landkreis Limburg-Weilburg
Ruppertshainer Straße, Gallus
Ruppertshain, seit 1977 Stadtteil von Kelkheim im Main-Taunus-Kreis
Ruprechtstraße, Bornheim
König Ruprecht von der Pfalz (1352–1410) zerstörte 1405 mehrere Raubritterburgen in der Frankfurter Umgebung. Sein Vater, Kurfürst Ruprecht von der Pfalz (1325–1398) hatte dagegen den Frankfurtern bei deren Belagerung der Burg Kronberg eine deftige Niederlage bereitet.
Rüsselsheimer Straße, Gallus
Rüsselsheim am Main, Stadt im Landkreis Groß-Gerau, Hauptsitz der Adam Opel AG
Russingerstraße, Höchst
Laurentius Russinger und der große Modellmeister Johann Peter Melchior begründeten in Skulptur und Malerei um 1760 den typischen Höchster Porzellan-Manufaktur-Stil.
Rüsterstraße, Westend
nach dem Rüstersee, einem Fischteich vor dem Bockenheimer Tor. Der Name rührt von der veralteten Bezeichnung für die Ulmen, die bis ins 19. Jahrhundert am Ufer des Sees standen (siehe auch die benachbarte Ulmenstraße).
Ruth-Moufang-Straße, Niederursel (Universitätsviertel im Neubaugebiet Riedberg)
Ruth Moufang (1905–1977), Mathematikerin, aus Darmstadt gebürtig. Sie war die erste promovierte deutsche Mathematikerin, die in der Industrie arbeitete, und wurde nach dem Zweiten Weltkrieg an der Universität Frankfurt die erste beamtete deutsche Mathematikprofessorin.